# Pontremolese
La pontremolese ou bettolese est une race bovine italienne.

## Origine
Des études semblent lui trouver un lien de parenté avec les races ibériques. Cette race provient des provinces de La Spezia et de Massa-Carrara. 
C'est une race en grand danger d'extinction. Elle en comptait que 22 vaches et 3 taureaux en 2002.

## Morphologie
Elle porte une robe froment jaune. Les cornes sont noires en lyre. Les muqueuses sont foncées, comme le tour des yeux et des oreilles. 
La vache mesure 125 cm pour 500 kg et le taureau 145 cm pour 750 kg.

## Aptitudes
Cette race était autrefois utilisée pour sa force de traction, en particulier pour le transport de marbre entre les carrières de Carrare et le port de Gênes. Aujourd'hui, elle est exploitée pour sa production de veaux et accessoirement pour son lait très localement pour la production de fromage. La viande bénéficie d'un label « viande bovine de Garfagnana et du Val de Serchio » avec la race garfagnina.

## Compléments